# ديوانا (فلم هندي)
ديوانا (بالعربية: المجنون) هو فيلم هندي من إخراج راج كانوار، الذي صدر في عام 1992. وقام الأدوار الرئيسية من قبل ريشي كابور، ديفيا بهارتي وشاروخ خان وهو أول فيلم له بدور رئيسي.وحل محل أرمان كوهلي، انها تستمد نجاح واعتراف حصوله على أفضل ممثل قادم لجوائز فيلمفير 1993.

## طاقم الممثلين
شاه روخ خان
ريشي كابور
ديفيا بهارتي

## جوائز واعترافات
تستمد نجاح واعتراف حصوله على أفضل ممثل قادم لجوائز فيلمفير 1993.

## روابط خارجية
- مقالات تستعمل روابط فنية بلا صلة مع ويكي بيانات